# Pornassio
Pornassio est une commune de la province d'Imperia dans la région Ligurie en Italie.

## Monuments et patrimoine
- L'église paroissiale de San Dalmazio possède un clocher roman et une façade du XVe siècle.

## Administration
| Période                                  | Période | Identité | Étiquette | Qualité |
| ---------------------------------------- | ------- | -------- | --------- | ------- |
|                                          |         |          |           |         |
| Les données manquantes sont à compléter. |         |          |           |         |

### Communes limitrophes
Armo, Cosio di Arroscia, Montegrosso Pian Latte, Ormea, Pieve di Teco, Rezzo (Italie)